# 타인 위어 메트로
타인 위어 메트로(Tyne and Wear Metro)는 영국 노스이스트잉글랜드 지역의 지하철 및 라이트 레일 시스템이다. 간략하게 더 메트로(The Metro)라고 부르기도 한다. 타인 위어 주의 게이츠헤드, 뉴캐슬어폰타인, 노스타인사이드, 사우스타인사이드, 선덜랜드에서 운행 중이다. 2017년의 조사에서 연간 3770만명의 승객이 이용하는 것으로 집계되었다.

## 역사

### 개통 연혁
다음은 구간별 개통 연혁을 나타낸 표이다.
| 연도             | 출발역          | 도착역      | 경유지                       |
| ---------------- | --------------- | ----------- | ---------------------------- |
| 1980년 8월 11일  | 타인머스        | 헤이마켓    | 휘틀리 베이, 사우스 고스포스 |
| 1981년 5월 10일  | 사우스 고스포스 | 뱅크 풋     | 포든                         |
| 1981년 11월 15일 | 헤이마켓        | 헤워스      | 모뉴먼트                     |
| 1982년 11월 14일 | 세인트 제임스   | 타인머스    | 모뉴먼트, 월센드, 노스 실즈  |
| 1984년 3월 24일  | 헤워스          | 사우스 실즈 | 펠로, 재로우                 |
| 1985년 9월 15일  | 킹스턴 파크     |             |                              |
| 1985년 9월 16일  | 펠로            |             |                              |
| 1986년 3월 19일  | 팔머스빌        |             |                              |
| 1991년 11월 17일 | 뱅크 풋         | 뉴캐슬 공항 |                              |
| 2002년 3월 31일  | 펠로            | 사우스 힐튼 | 선덜랜드                     |
| 2002년 4월 28일  | 파크 레인       |             |                              |
| 2005년 12월 11일 | 노섬벌랜드 파크 |             |                              |
| 2008년 3월 17일  | 사이먼사이드    |             |                              |